# Qualea labouriauana
Qualea labouriauana là một loài thực vật có hoa trong họ Vochysiaceae. Loài này được Paula miêu tả khoa học đầu tiên năm 1967.